# Carl von Nar
Carl von Nar (* 13. Januar 1807 in Eichstätt; † 6. März 1871 in München) war ein deutscher Politiker.
Nar war anfangs Bürgermeister und dann Landrichter in Eichstätt. Danach war er Königlicher Regierungsrat in Ansbach, Regierungsdirektor zu Bayreuth und Ministerialrat im Ministerium des Innern.
Nar vertrat von 1849 (8. Wahlperiode/13. Landtag) bis 1869 (11. Wahlperiode/22. Landtag) den Wahlbezirk Eichstätt in der Bayerischen Abgeordnetenkammer. In der 8. und 9. Wahlperiode war der 1. Sekretär der Abgeordnetenkammer.